# Flugplatz Köthen

i7
i11
i13

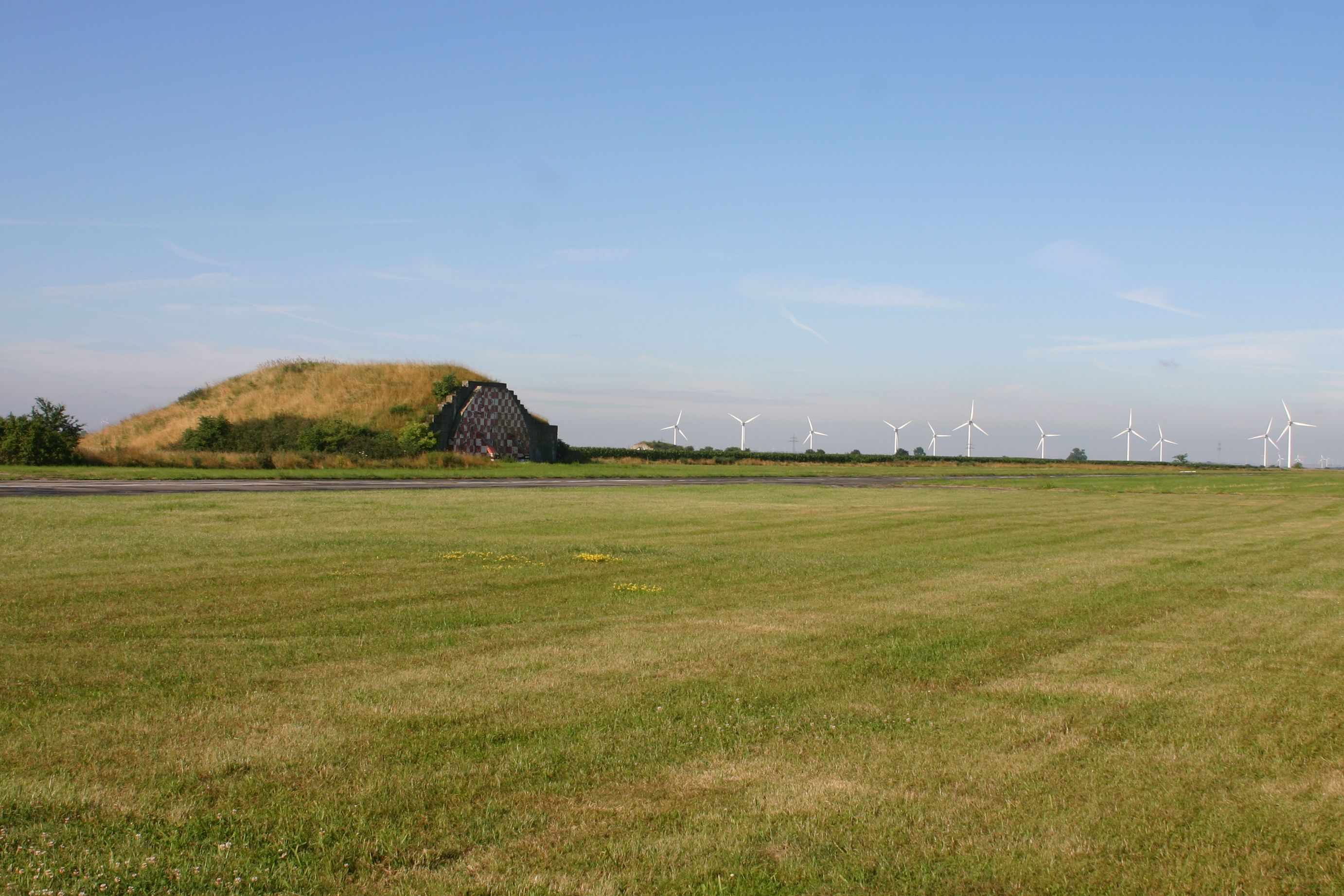
Bunker auf dem Flugplatz Köthen

Der Flugplatz Köthen (IATA-Code: KOQ, ICAO-Code: EDCK) ist ein Sonderlandeplatz in Köthen (Sachsen-Anhalt). Im Juni 2025 kündigte das Landwirtschaftsunternehmen Wimex dem Flugsportverein Köthen e. V. den Nutzungsvertrag für das Flugplatzgelände zum 30. September 2025; seither ist die Zukunft und weitere Nutzung des Geländes ungewiss.

## Fluggesellschaften und Ziele
Es gibt keine kommerziellen Linien- oder Charterflüge, lediglich in den Sommermonaten findet unregelmäßiger Sport-Flugbetrieb statt. Für die heutigen Jets ist die desolate Behelfslandebahn zu kurz. Eine Modernisierung oder die Wiederinbetriebnahme der eigentlichen Start- und Landebahn ist nicht vorgesehen.
Bis 2024 fand jährlich Anfang September ein Flugplatzfest statt, was für 2025 aufgrund der Kündigung des Nutzungsvertrags erstmals abgesagt wurde.

## Geschichte
Bereits 1923 wurde mit der Bildung der Flugwissenschaftlichen Arbeitsgruppe Cöthen FLUWIAC der Grundstein der Köthener Fluggeschichte gelegt. Im Jahr 1928 wurde vom Stadtrat der Beschluss gefasst, südlich der Stadt einen Flugplatz anzulegen. In Vorbereitung des Zweiten Weltkrieges zog 1937 das „Luftnachrichten-, Lehr- und Versuchsregiment“ auf das Gelände, der Flugplatz wurde jetzt ausschließlich militärisch genutzt. Durch den Bau der Luftwaffenkaserne wurde Köthen Garnisonsstadt.
Während des Zweiten Weltkrieges war vom 18. November bis zum 15. Dezember 1939 die Kampfgruppe 100 hier stationiert. Diese mit Bombern vom Typ Heinkel He 111 ausgestattete Einheit flog von hier aus Aufklärungsflüge über der Nordsee bis zu den Orkney-Inseln und entlang der norwegischen Küste. Dabei testete sie das neue Funkleitstrahl-System X-Verfahren.
Im Sommer 1944 stürzte wenige Kilometer südöstlich des Flugplatzes, nahe dem Dorf Gnetsch, eine amerikanische B-17 Flying Fortress auf einen Acker. Am 14. April 1945 wurde der Militärflugplatz von amerikanischen Jagdbombern angegriffen und durch vorrückende Einheiten der 3rd Armored Division eingenommen.
Nach Abzug der Amerikaner besetzten ab Juli 1945 Truppen der sowjetischen Armee den Flugplatz. Ab 1951 wurde hier das 73. sowjetische Garde-Jagdfliegerregiment (73 Gw.IAP) mit MiG-Jagdfliegerstaffeln stationiert. Zunächst MiG-15 und MiG-17, später MiG-21, sowie ab den 1980er-Jahren die MiG-23 und zum Schluss die MiG-29. Ab 1983 waren auf dem Flugplatz Köthen zudem Transporthubschrauber vom Typ Mil Mi-8 und Kampfhubschrauber des Typs Mil Mi-24 stationiert. Diese wurden jedoch 1988 verlegt. In dieser Zeit waren regelmäßig Fallschirmsprungübungen zu beobachten. Kurzzeitige Stationierungen von anderen Einheiten, bspw. von Jak-28-Bombern des 668. BAP während des Manövers „Oktobersturm“ im Oktober 1965, erfolgten bis 1975. Zwischen 1961 und 1965 lagen in Köthen auch Teile von Hubschrauber- und Jagdfliegergeschwadern der NVA.

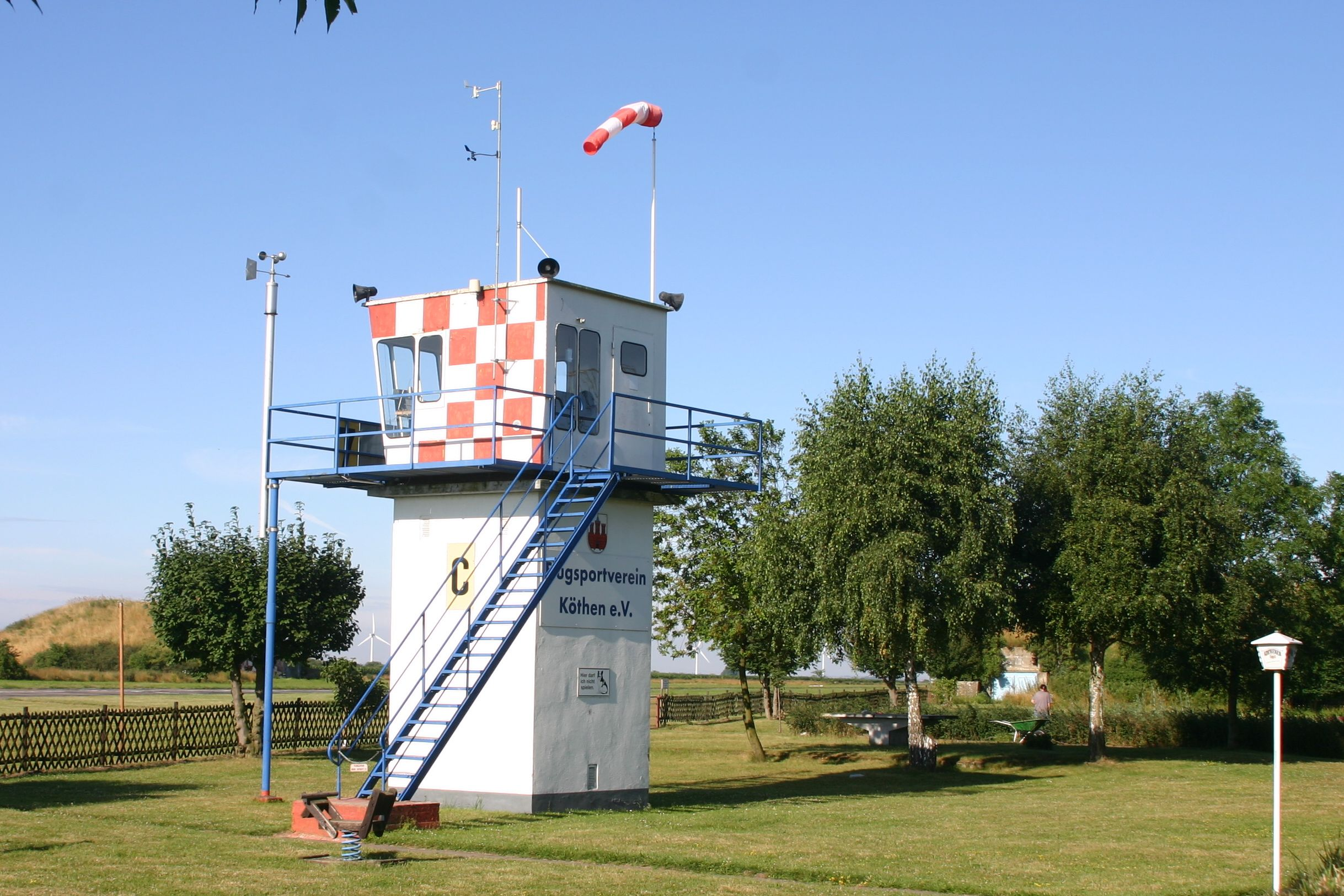
Der Tower

Am 29. April 1952 verließ eine C-54A (F-BELI) der Air France auf dem Weg von Frankfurt nach Berlin-Tempelhof den offiziellen Flugkorridor und wurde durch zwei sowjetische MiG-15 abgefangen. In der Nähe von Könnern eröffneten diese das Feuer. Die DC-4 soll 89 Einschüsse aufgewiesen haben, zwei Passagiere wurden leicht verletzt, die Maschine konnte in Berlin-Tempelhof notlanden. Der zivile Luftverkehr von und nach Berlin wurde für kurze Zeit eingestellt. Der Beschuss soll durch MiGs des 73. Garde-Jagdfliegerregiments, welches in Köthen stationiert war, ausgeführt worden sein. Diese Angaben wurden aus politischen Gründen nie offiziell bestätigt.
Im Kalten Krieg wurde von Köthen aus die westliche Außengrenze der Staaten des Warschauer Vertrags überwacht und zwischen der Ostsee und Ungarn regelmäßig abgeflogen. Flugtage waren dienstags, donnerstags und sonnabends. Zuletzt waren hier MiG-29 und Mi-24 stationiert, der Flugbetrieb endete im Mai 1991.
Der Abzug der sowjetischen Streitkräfte im Jahr 1991 wurde durch den Einsatz von An-124-Großraumtransportflugzeugen unterstützt und im August abgeschlossen. Seitdem wird ein Teil des Flugplatzes durch einen Flugsportklub genutzt. Die ehemalige Hauptlandebahn wurde auch aufgrund ihres desolaten Erhaltungszustandes abgerissen. Frühere Kasernengebäude stehen noch heute leer oder wurden zu Verwaltungsgebäuden der Landkreisverwaltung Anhalt-Bitterfeld, Finanzamt Köthen und privaten Wohnhäusern umgenutzt.
Zur Erinnerung an die Köthener Luftfahrtgeschichte tragen Flugzeuge der Lufthansa den Namen „Köthen/Anhalt“. Zuerst trug ab dem März 1992 eine Boeing 737-300 mit dem Luftfahrzeugkennzeichen D-ABES den Namen der Stadt, bis sie im Mai 2012 ausgemustert wurde. Seit dem 12. Juli 2020 ist ein Airbus A320-200 mit dem Luftfahrzeugkennzeichen D-AIUA nach der Stadt benannt.
Im Jahr 2025 kündigte Wimex den Nutzungsvertrag für das Flugplatzgelände zum 30. September 2025. Der Flugsportverein Köthen e. V. (rund 25 Mitglieder, mit Modellflugabteilung) prüft seither eine Auflösung oder die Suche nach einem neuen Fluggelände in oder bei Köthen; die Stadtverwaltung spricht von einem engen Austausch zur Lösungsfindung.

## Solarenergie-Kraftwerk
Auf 55 Hektar großen Teilflächen und dem Rollfeld des Flughafens wurde bis Ende 2008 durch das rheinland-pfälzische Unternehmen juwi eines der größten Photovoltaik-Kraftwerke Deutschlands errichtet. Mit einer installierten Nennleistung von 15 Megawatt und einer Modulfläche von etwa 145.000 m² sollen damit über 13 Millionen Kilowattstunden Elektroenergie pro Jahr erzeugt werden, was dem Jahresbedarf von über 4000 Haushalten entspricht.

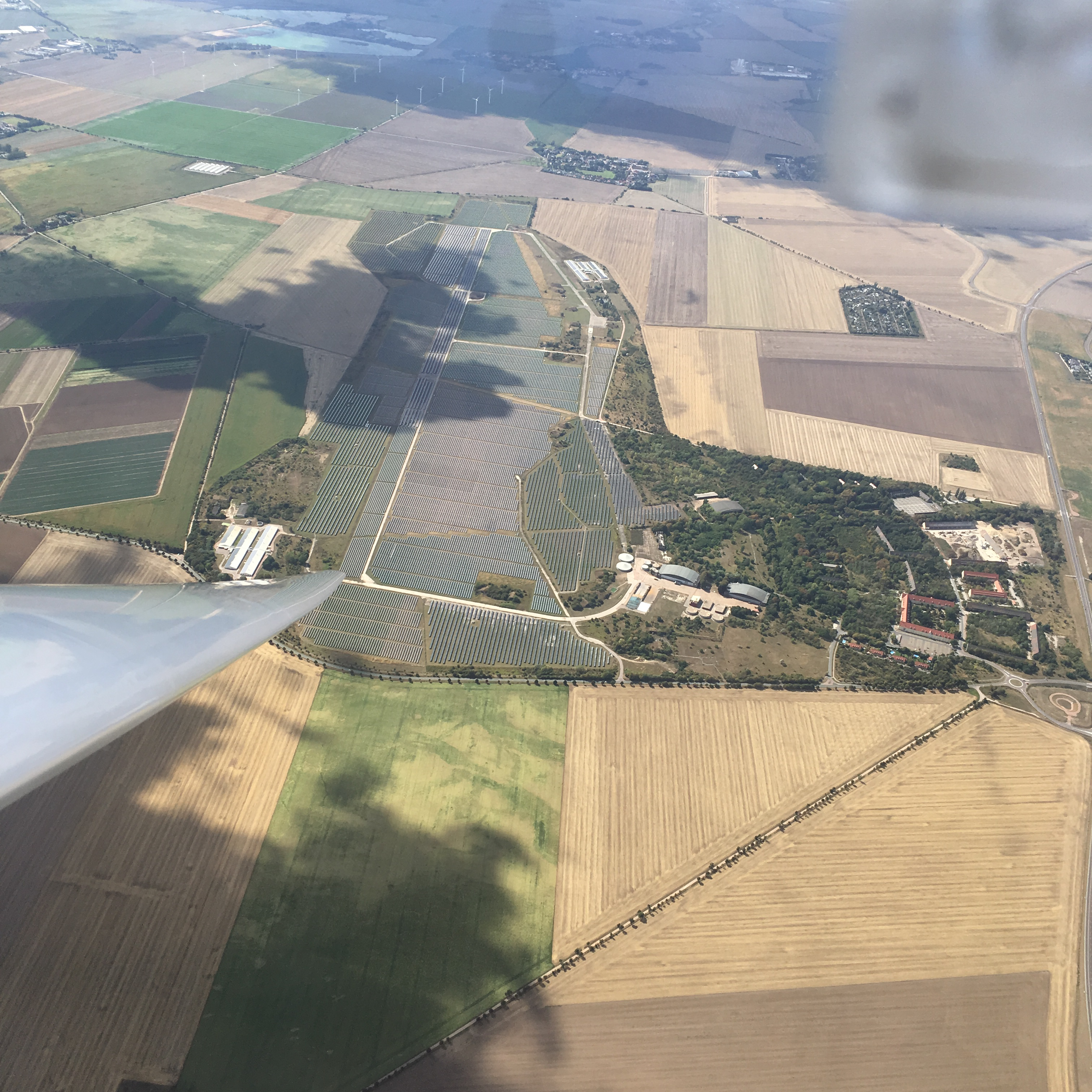
Solarenergie-Kraftwerk auf dem Flugplatz Köthen